# Tinus Osendarp
Martinus Bernardus „Tinus” Osendarp (n. 21 mai 1916, Delft, Țările de Jos – d. 20 iunie 2002, Heerlen, Limburg, Țările de Jos) a fost un sprinter ce a reprezentat Țările de Jos, medaliat olimpic. A participat la o ediție a Jocurilor Olimpice (1936) în care a câștigat două medalii de bronz în probele de 100 m și 200 m. La Campionatul European din 1938 a cucerit două medalii de aur.

## Palmares
| An   | Competiție           | Locație          | Loc | Eveniment | Note   |
| ---- | -------------------- | ---------------- | --- | --------- | ------ |
| 1934 | Campionatul European | Torino, Italia   | 5   | 100 m     | 10,9 s |
| 1934 | Campionatul European | Torino, Italia   | 3   | 200 m     | 21,6 s |
| 1934 | Campionatul European | Torino, Italia   | 3   | 4x100 m   | 41,6 s |
| 1936 | Jocurile Olimpice    | Berlin, Germania | 3   | 100 m     | 10,5 s |
| 1936 | Jocurile Olimpice    | Berlin, Germania | 3   | 200 m     | 21,3 s |
| 1936 | Jocurile Olimpice    | Berlin, Germania | 6   | 4x100 m   | DS     |
| 1938 | Campionatul European | Paris, Franța    | 1   | 100 m     | 10,5 s |
| 1938 | Campionatul European | Paris, Franța    | 1   | 200 m     | 21,2 s |
| 1938 | Campionatul European | Paris, Franța    | 5   | 4x100 m   | NT     |